# Thayngen
Thayngen és un municipi del cantó de Schaffhausen (Suïssa). El dia 1 de gener de 2009 va incorporar els antics municipis Altdorf, Bibern, Hofen i Opfertshofen.

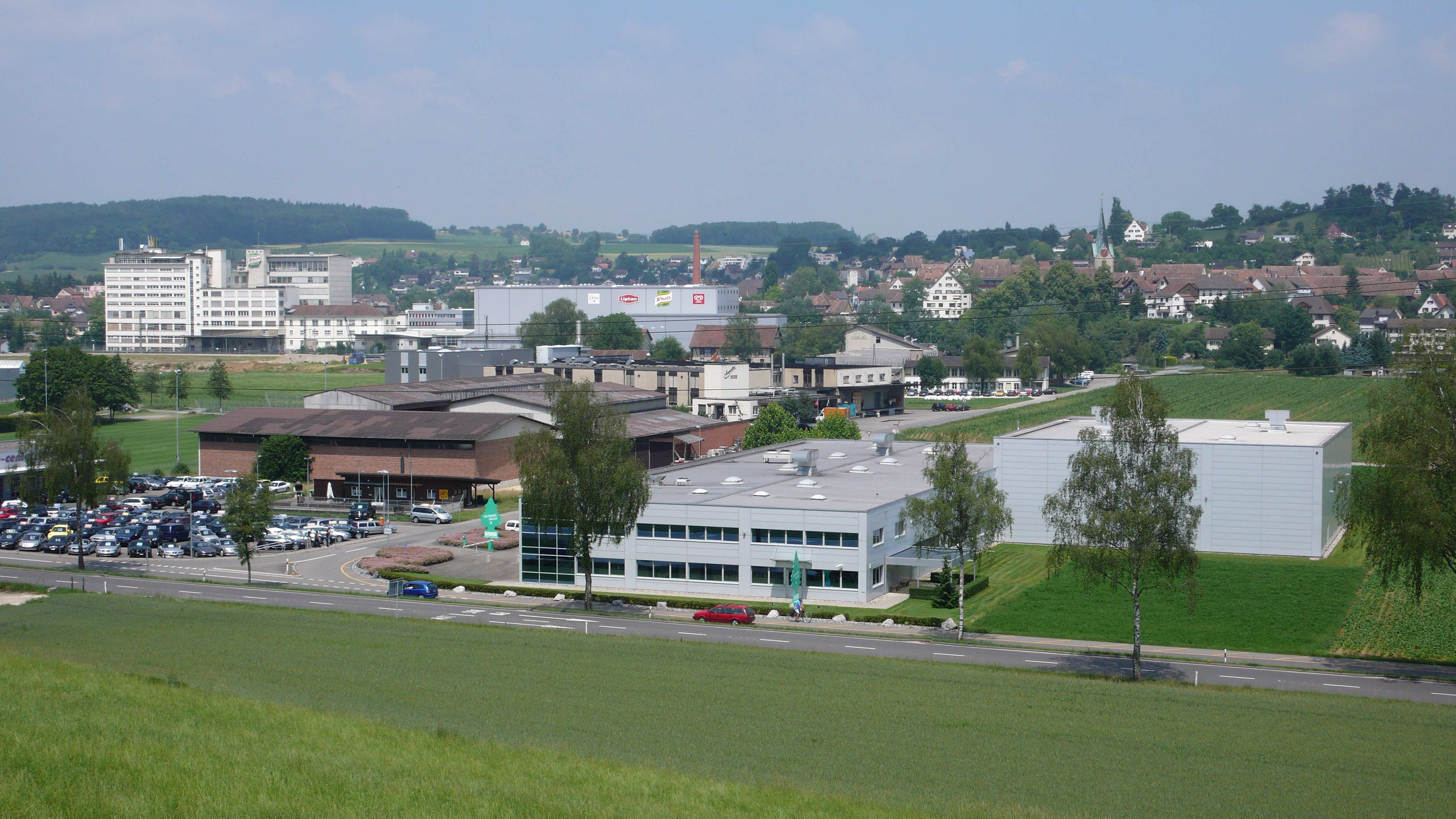
Vista general